# Sønderborg Statsskole
Sønderborg Statsskole er det ældste af Sønderborgs nuværende to almene gymnasier og er beliggende på Kongevejen ved siden af Ahlmannsskolen. Sønderborg Statsskole har på nuværende tidspunkt 767 elever (okt. 2021), og er dermed et af de største gymnasier i Sønderjylland, hvilket resulterede i, at skolen investerede i nye bygninger i 2011. Sønderborgs gamle domhus er i dag en integreret del af Statsskolen.

## Historie
Skolens historie kan føres tilbage til en tysk privat realskole, som blev oprettet i 1865. I 1879 blev skolen overtaget af den preussiske stat, og i 1910 blev den omdannet til et gymnasium med navnet Königliche Oberrealschule zu Sonderburg. I 1911 blev skolebygningen på Kongevej indviet. Bygningen blev tegnet af arkitekterne Peter Jürgensen og Jürgen Bachmann, og blev opført på det sted, hvor skanse IV i den preussiske "Festung Sonderburg-Düppel" havde ligget. Den tyske skole blev nedlagt ved Genforeningen. Bygningen blev overtaget af den danske stat og den nye danske skole, som oprettedes her, blev navngivet Sønderborg Statsskole. Indtil 1924 havde skolen tyske afviklingsklasser. I årene 1965 – 70 blev der til den gamle skolebygning føjet en stor udvidelse tegnet af kgl. bygningsinspektør Jørgen Stærmose.
Skolen har både haft en mellemskole- og en realafdeling, ligesom den siden 1969 har udbudt HF. I 1986 overgik skolen til Sønderjyllands Amt, og skiftede dermed navn til Sønderborg Gymnasium og HF. Da den i 2007 overgik til selveje, fik den sit gamle navn igen.
Sønderborg Statsskole var en af de fem sønderjyske skoler der sidst i august 2023 blev ramt af et alvorligt cyberangreb med tilhørende datalæk af personfølsomme oplysninger.

## Rektorer
- 1920 – 1930: J.M. Hertz (1863-1954)
- 1930 – 1941: Axel Jürgensen West (1880-1943)
- 1941 – 1958: Andreas Egeberg Jensen (1889-1961)
- 1958 – 1980: Detlef Keller Hansen (1911-1998)
- 1980 – 1997: Ole Jellingsø (1937-2008)
- 1997 – 2015: Karl Kristian Højberg
- 2016 – : Ole Kamp Hansen